# Saleh Rateb
Saleh Rateb (18 de dezembro de 1994) é um futebolista profissional jordaniano que atua como meia pelo Al Wehdat SC.

## Seleção nacional
Saleh Rateb representou a Seleção Jordaniana de Futebol na Copa da Ásia de 2015.